# Marolles-les-Buis
Pour les articles homonymes, voir Marolles et Buis (homonymie).
Marolles-les-Buis est une commune française située à l'ouest du département d'Eure-et-Loir en région Centre-Val de Loire.

## Géographie

### Situation

Situation géographique
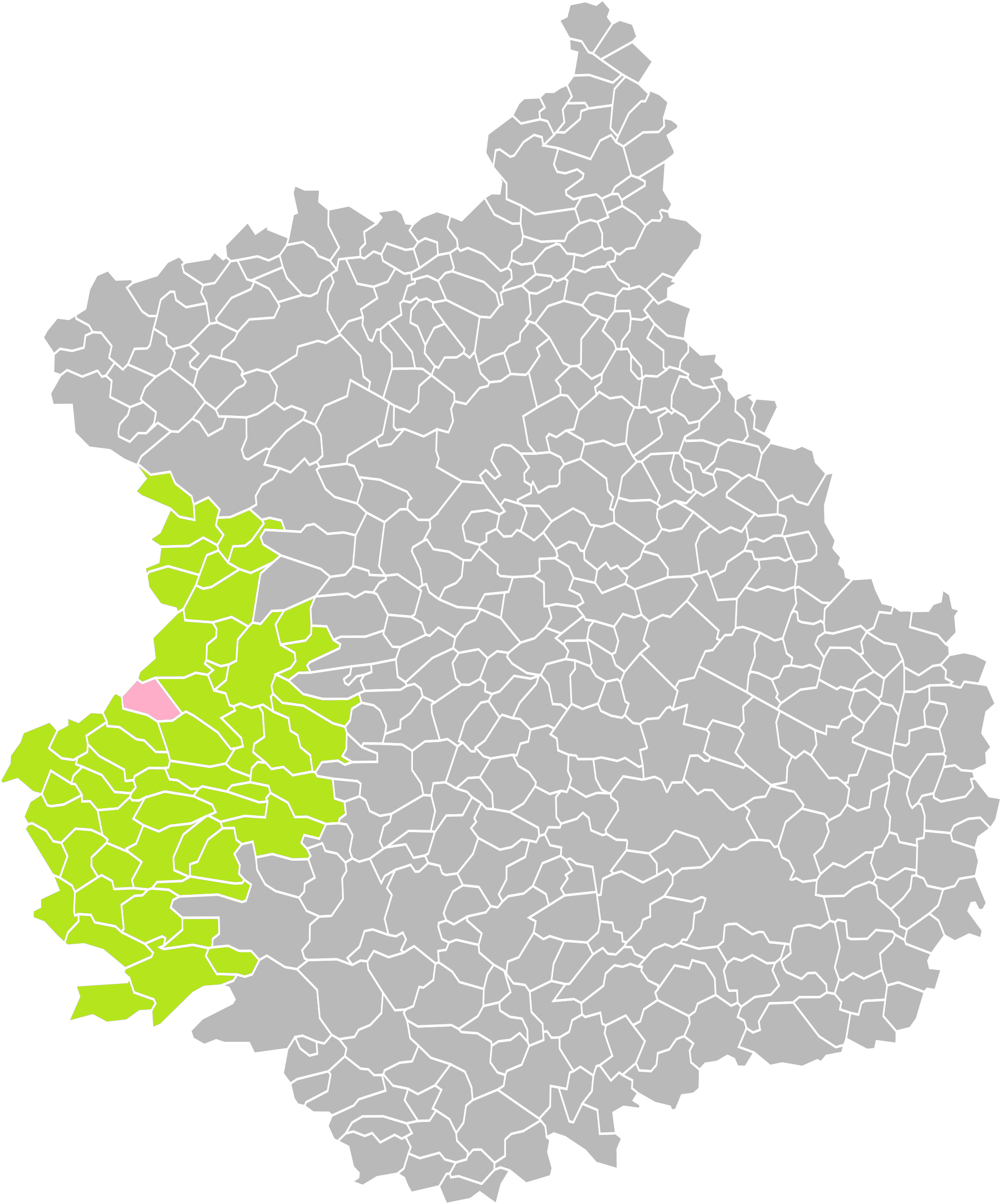
Marolles-les-Buis dans son arrondissement.
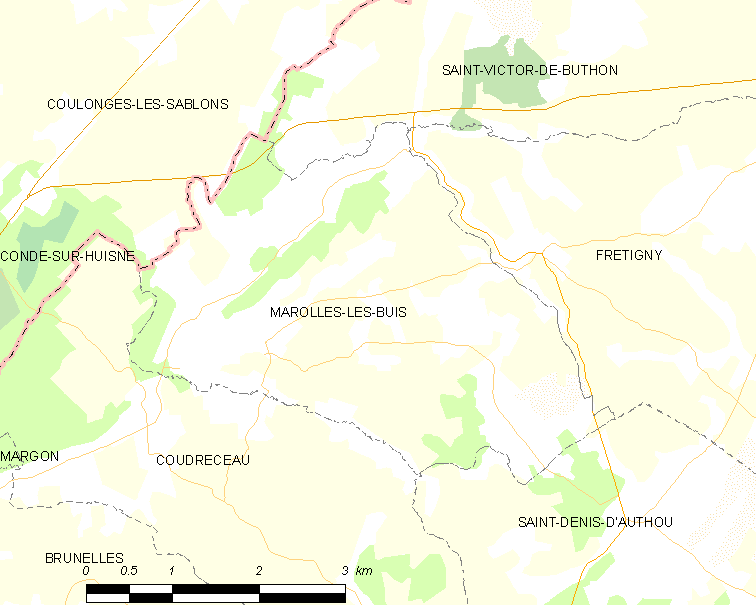
Carte de la commune de Marolles-les-Buis.

### Communes et département limitrophes
Au nord-ouest, Marolles-les-Buis est limitrophe du département de l'Orne via la commune nouvelle de Sablons-sur-Huisne.
| Sablons-sur-Huisne (Orne) | Saint-Victor-de-Buthon | Saint-Victor-de-Buthon |
| Sablons-sur-Huisne (Orne) | Marolles-les-Buis      | Frétigny               |
| Coudreceau                | Coudreceau             | Saint-Denis-d'Authou   |

### Hydrographie
La commune est traversée par la rivière la Cloche, affluent en rive gauche de l'Huisne, sous-affluent du fleuve la Loire par la Sarthe et la Maine.
La Cloche y reçoit en rive gauche son affluent la Vinette près du lieu-dit le Moulin Neuf.

### Climat
Pour des articles plus généraux, voir Climat du Centre-Val de Loire et Climat d'Eure-et-Loir.
En 2010, le climat de la commune est de type climat océanique dégradé des plaines du Centre et du Nord, selon une étude du CNRS s'appuyant sur une série de données couvrant la période 1971-2000. En 2020, Météo-France publie une typologie des climats de la France métropolitaine dans laquelle la commune est exposée à un climat océanique altéré et est dans la région climatique  Normandie (Cotentin, Orne), caractérisée par une pluviométrie relativement élevée (850 mm/a) et un été frais (15,5 °C) et venté. 
Pour la période 1971-2000, la température annuelle moyenne est de 10,3 °C, avec une amplitude thermique annuelle de 14,4 °C. Le cumul annuel moyen de précipitations est de 767 mm, avec 12,4 jours de précipitations en janvier et 7,8 jours en juillet. Pour la période 1991-2020, la température moyenne annuelle observée sur la station météorologique de Météo-France la plus proche, sur la commune de Vichères à 10 km à vol d'oiseau, est de 11,3 °C et le cumul annuel moyen de précipitations est de 731,9 mm,. Pour l'avenir, les paramètres climatiques de la commune estimés pour 2050 selon différents scénarios d'émission de gaz à effet de serre sont consultables sur un site dédié publié par Météo-France en novembre 2022.

## Urbanisme

### Typologie
Au 1er janvier 2024, Marolles-les-Buis est catégorisée commune rurale à habitat très dispersé, selon la nouvelle grille communale de densité à 7 niveaux définie par l'Insee en 2022.
Elle est située hors unité urbaine. Par ailleurs la commune fait partie de l'aire d'attraction de Nogent-le-Rotrou, dont elle est une commune de la couronne,. Cette aire, qui regroupe 25 communes, est catégorisée dans les aires de moins de 50 000 habitants,.

### Occupation des sols
L'occupation des sols de la commune, telle qu'elle ressort de la base de données européenne d’occupation biophysique des sols Corine Land Cover (CLC), est marquée par l'importance des territoires agricoles (82,1 % en 2018), en diminution par rapport à 1990 (86,4 %). La répartition détaillée en 2018 est la suivante : 
terres arables (42,7 %), prairies (37,3 %), forêts (15,3 %), milieux à végétation arbustive et/ou herbacée (2,6 %), zones agricoles hétérogènes (2,1 %). L'évolution de l’occupation des sols de la commune et de ses infrastructures peut être observée sur les différentes représentations cartographiques du territoire : la carte de Cassini (XVIIIe siècle), la carte d'état-major (1820-1866) et les cartes ou photos aériennes de l'IGN pour la période actuelle (1950 à aujourd'hui).

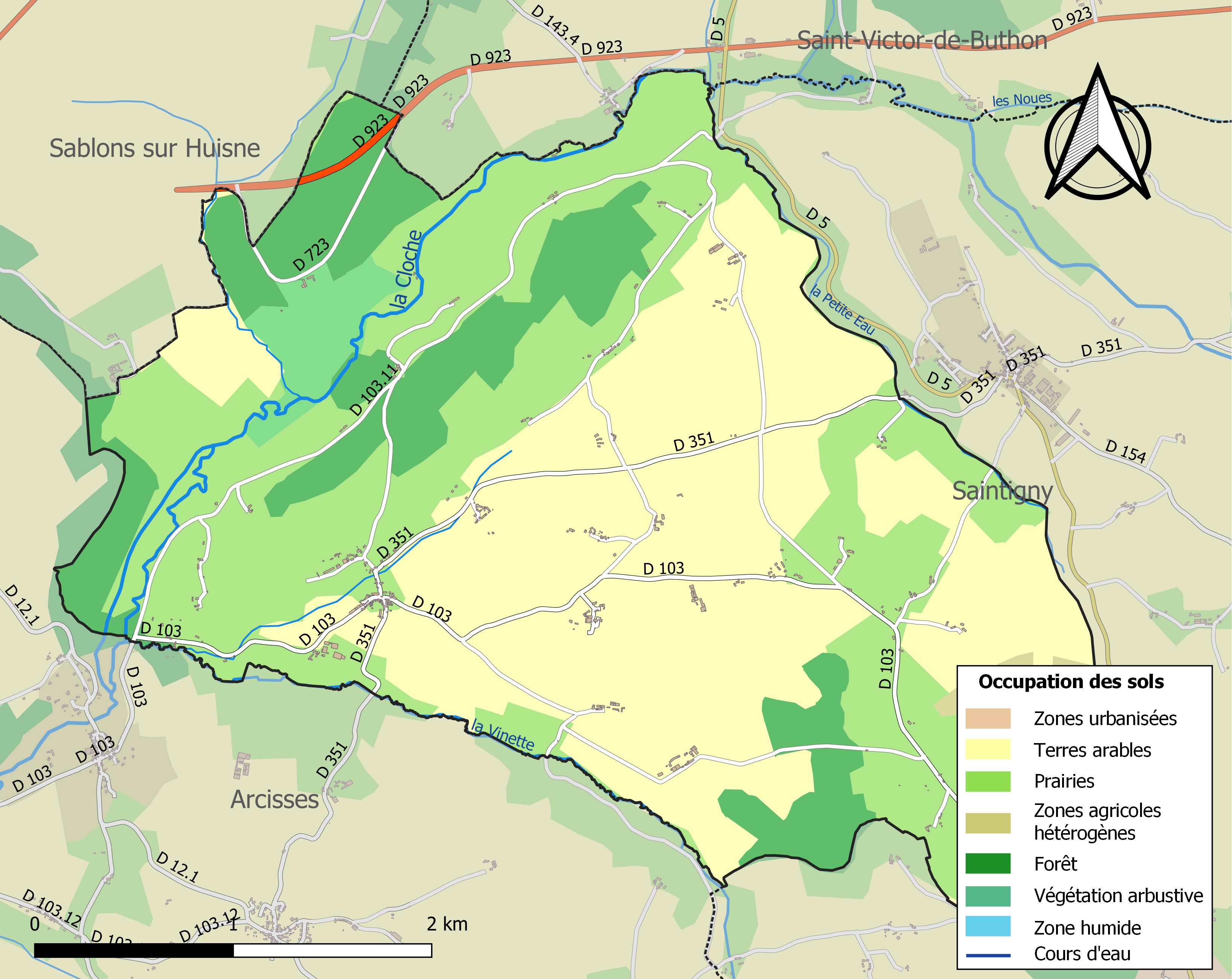
Carte des infrastructures et de l'occupation des sols de la commune en 2018 (CLC).

### Risques majeurs
Le territoire de la commune de Marolles-les-Buis est vulnérable à différents aléas naturels : météorologiques (tempête, orage, neige, grand froid, canicule ou sécheresse), inondations, mouvements de terrains et séisme (sismicité très faible). Il est également exposé à un risque technologique, le transport de matières dangereuses. Un site publié par le BRGM permet d'évaluer simplement et rapidement les risques d'un bien localisé soit par son adresse soit par le numéro de sa parcelle.

#### Risques naturels
Certaines parties du territoire communal sont susceptibles d’être affectées par le risque d’inondation par débordement de cours d'eau, notamment la Cloche. La commune a été reconnue en état de catastrophe naturelle au titre des dommages causés par les inondations et coulées de boue survenues en 1984 et 1999,.

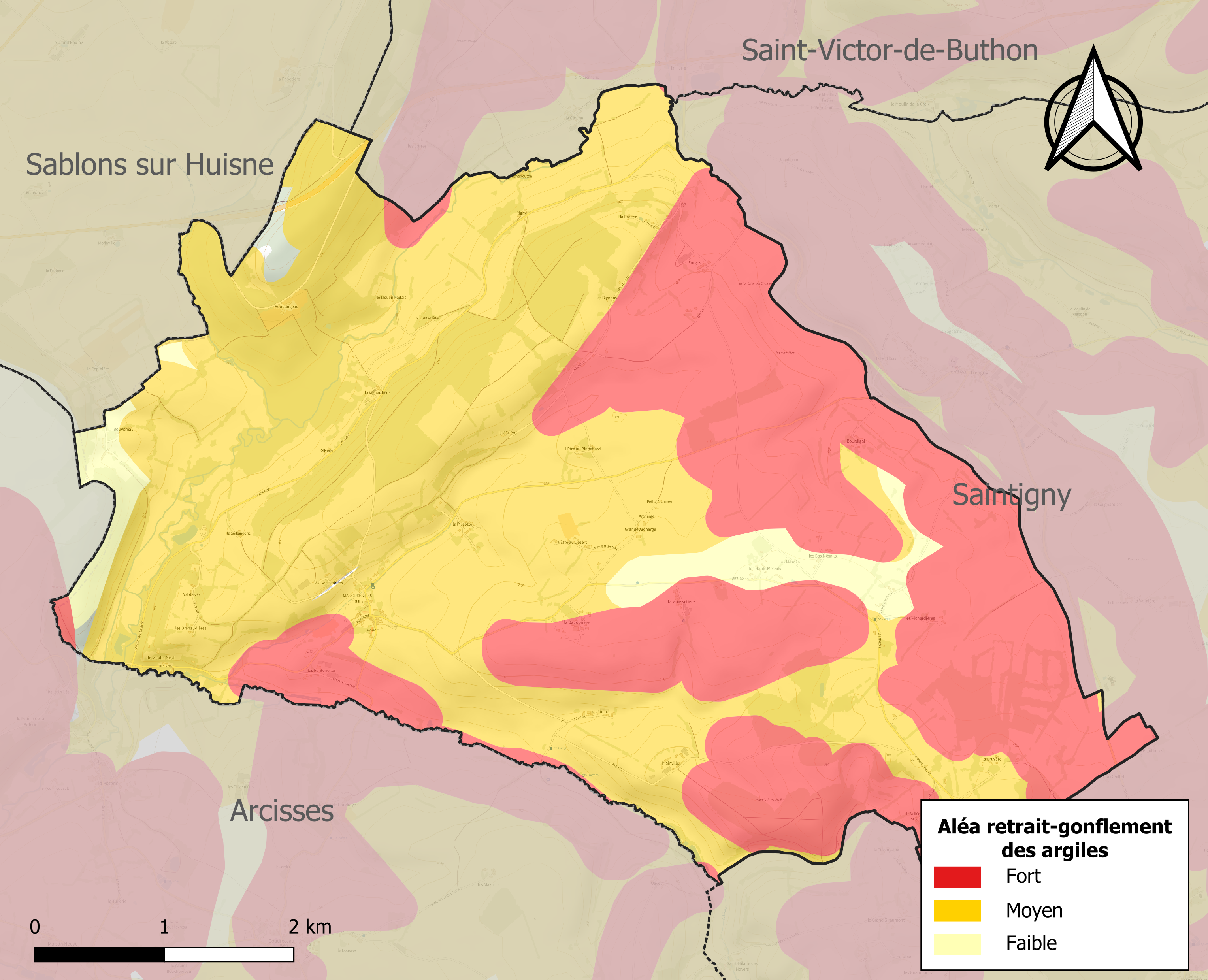
Carte des zones d'aléa retrait-gonflement des sols argileux de Marolles-les-Buis.

Les mouvements de terrains susceptibles de se produire sur la commune sont des mouvements de sols liés à la présence d'argile, des affaissements et effondrements liés aux cavités souterraines (hors mines) et des effondrements généralisés. L'inventaire national des cavités souterraines permet de localiser celles situées sur la commune.
Le retrait-gonflement des sols argileux est susceptible d'engendrer des dommages importants aux bâtiments en cas d’alternance de périodes de sécheresse et de pluie. 95,4 % de la superficie communale est en aléa moyen ou fort (52,8 % au niveau départemental et 48,5 % au niveau national). Sur les 149 bâtiments dénombrés sur la commune en 2019, 133 sont en aléa moyen ou fort, soit 89 %, à comparer aux 70 % au niveau départemental et 54 % au niveau national. Une cartographie de l'exposition du territoire national au retrait gonflement des sols argileux est disponible sur le site du BRGM,.
Concernant les mouvements de terrains, la commune a été reconnue en état de catastrophe naturelle au titre des dommages causés par la sécheresse en 1996 et 2020 et par des mouvements de terrain en 1999.

#### Risques technologiques
Le risque de transport de matières dangereuses sur la commune est lié à sa traversée par des infrastructures routières ou ferroviaires importantes ou la présence d'une canalisation de transport d'hydrocarbures. Un accident se produisant sur de telles infrastructures est en effet susceptible d’avoir des effets graves au bâti ou aux personnes jusqu’à 350 m, selon la nature du matériau transporté. Des dispositions d’urbanisme peuvent être préconisées en conséquence.

## Toponymie
Le nom de la localité est attesté sous les formes Mairoliae en 1132 ; Maioroliae vers 1140 ; Maieroliae vers 1200 ; Terra in parrochia de Mairoliis en 1249 ; Maroliae en 1255 ; Marolles en 1374 ; Mairolles en 1499 ; Marolle en 1740 ; Marolles au XVIIIe siècle (Carte de Cassini) ; Marolles-les-Buis, Décret du 19 décembre 1936.
Toponyme d'origine gauloise très répandu, Marolles est composé de l'adjectif maros signifiant « grand » suivi de l'appellatif -ialon « clairière, lieu défriché » et par extension « village », donnant māro-ialon (ultérieurement latinisé en maro-ialum) dont le sens global est « grande clairière », « grand bourg »,.
Buis (du latin buxus) : chêne rouvre (du latin robur).

## Histoire
Sur la commune de Marolles-les-Buis était basé le maquis de Plainville, qui organisa des actions de Résistance durant la Seconde Guerre mondiale, notamment la libération de Nogent-le-Rotrou le 11 août 1944.

## Politique et administration

### Liste des maires
| Période                                  | Période   | Identité         | Étiquette | Qualité        |
| ---------------------------------------- | --------- | ---------------- | --------- | -------------- |
| mars 2001                                | mars 2008 | William Font     |           |                |
| mars 2008                                | En cours  | Martial Lecomte, |           | Ancien employé |
| Les données manquantes sont à compléter. |           |                  |           |                |

## Population et société

### Démographie
L'évolution du nombre d'habitants est connue à travers les recensements de la population effectués dans la commune depuis 1793. Pour les communes de moins de 10 000 habitants, une enquête de recensement portant sur toute la population est réalisée tous les cinq ans, les populations de référence des années intermédiaires étant quant à elles estimées par interpolation ou extrapolation. Pour la commune, le premier recensement exhaustif entrant dans le cadre du nouveau dispositif a été réalisé en 2006.

En 2022, la commune comptait 207 habitants, en évolution de −2,82 % par rapport à 2016 (Eure-et-Loir : −0,23 %, France hors Mayotte : +2,11 %).
| 1793 | 1800 | 1806 | 1821 | 1831 | 1836 | 1841 | 1846 | 1851 |
| ---- | ---- | ---- | ---- | ---- | ---- | ---- | ---- | ---- |
| 505  | 439  | 520  | 501  | 627  | 634  | 661  | 664  | 669  |

| 1856 | 1861 | 1866 | 1872 | 1876 | 1881 | 1886 | 1891 | 1896 |
| ---- | ---- | ---- | ---- | ---- | ---- | ---- | ---- | ---- |
| 662  | 609  | 625  | 660  | 620  | 522  | 520  | 526  | 488  |

| 1901 | 1906 | 1911 | 1921 | 1926 | 1931 | 1936 | 1946 | 1954 |
| ---- | ---- | ---- | ---- | ---- | ---- | ---- | ---- | ---- |
| 466  | 446  | 400  | 365  | 379  | 373  | 390  | 388  | 325  |

| 1962 | 1968 | 1975 | 1982 | 1990 | 1999 | 2006 | 2011 | 2016 |
| ---- | ---- | ---- | ---- | ---- | ---- | ---- | ---- | ---- |
| 248  | 240  | 261  | 227  | 227  | 211  | 263  | 238  | 213  |

| 2021 | 2022 | - | - | - | - | - | - | - |
| ---- | ---- | - | - | - | - | - | - | - |
| 207  | 207  | - | - | - | - | - | - | - |

## Culture locale et patrimoine

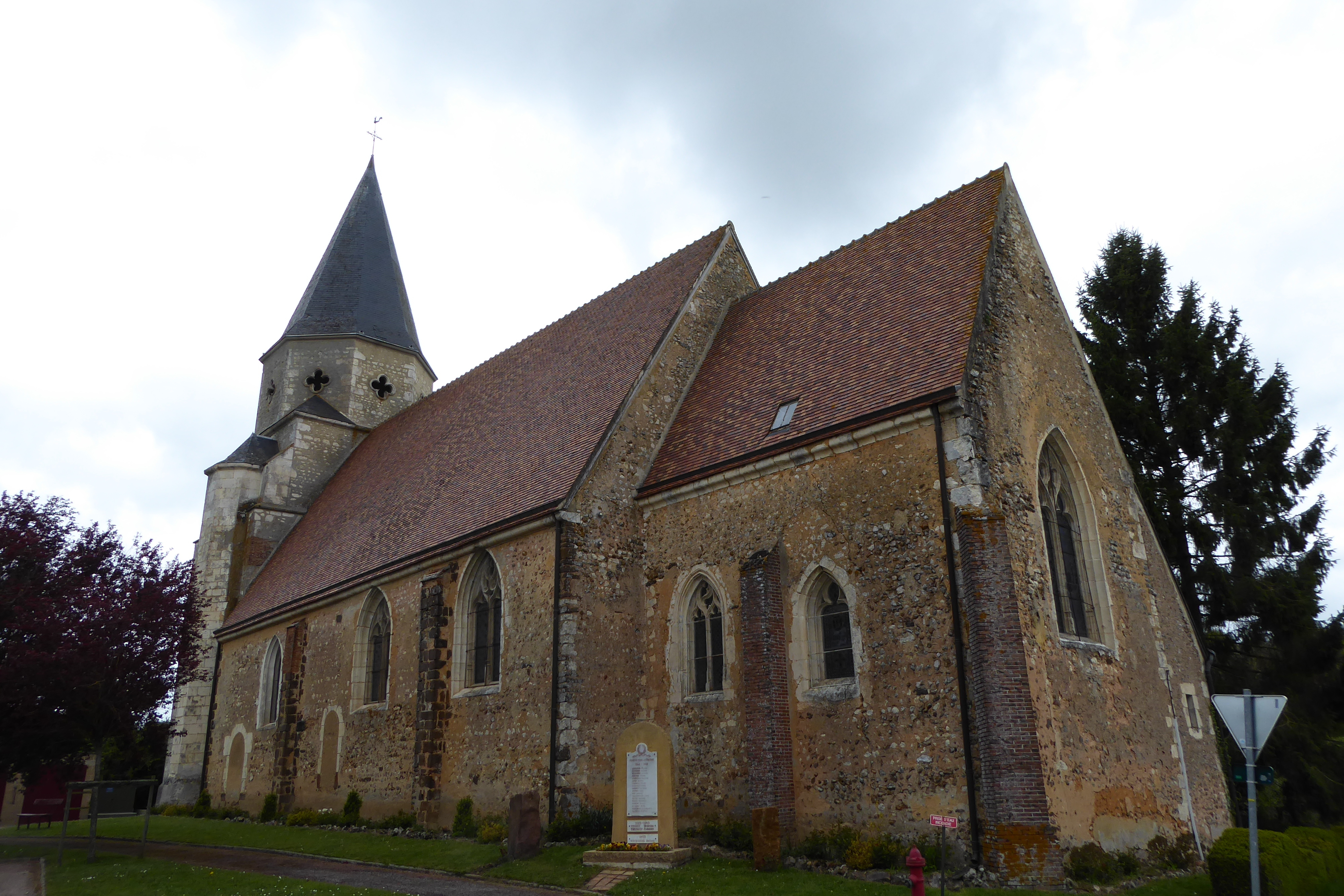
Église Saint-Vincent et monument aux morts.

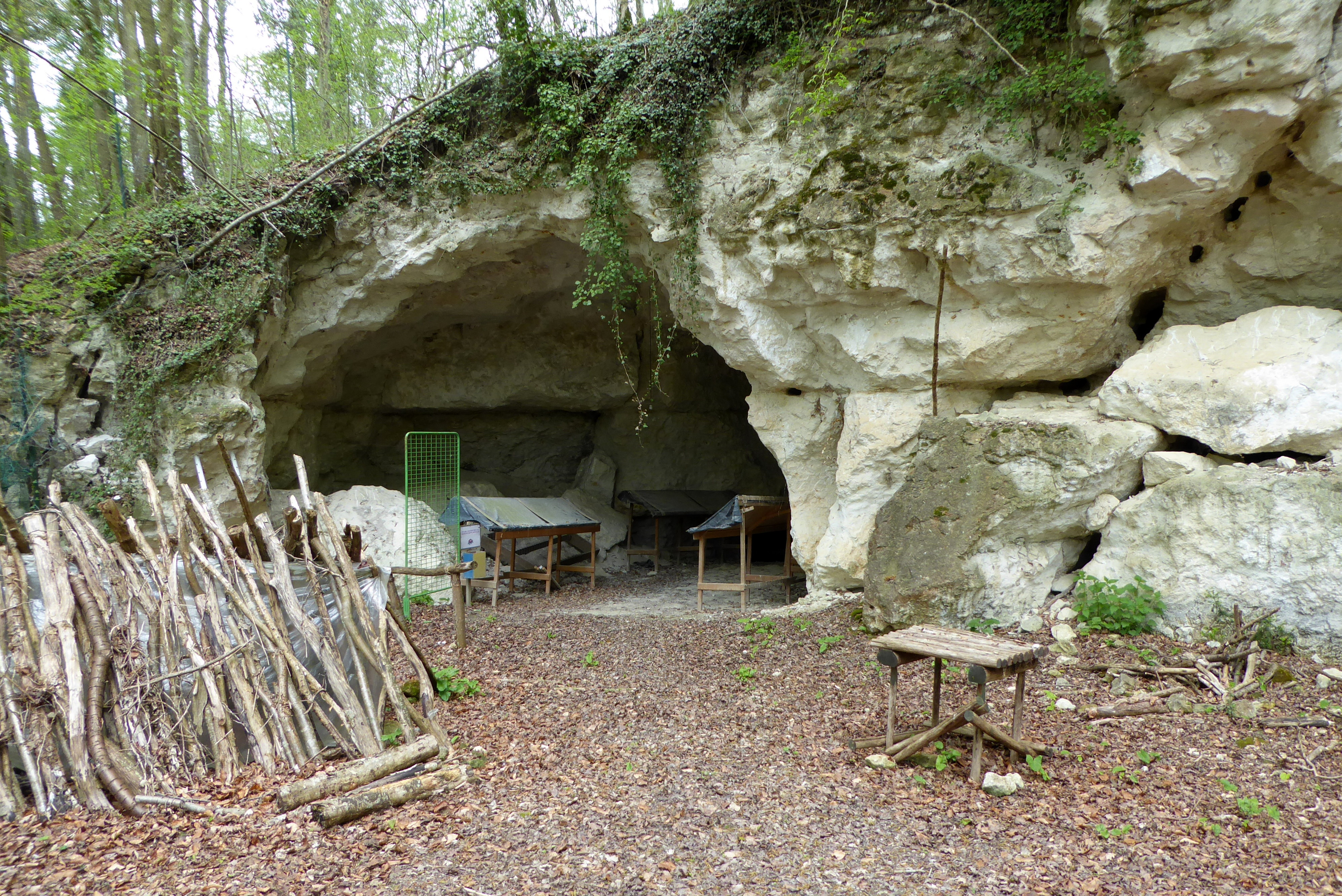
Grotte du maquis de Plainville.

### Lieux et monuments

#### Église Saint-Vincent et monument aux morts
L'église Saint-Vincent date du XIIe siècle. Elle présente deux verrières  Inscrit MH (1906) avec des éléments du XVIe siècle. Le monument aux morts est situé devant l'église.

#### Autres lieux et monuments
- Oratoire Saint-Barbe construit au XVIe siècle, à l'emplacement d'une chapelle plus ancienne[39] ;
- Presbytère du XVIIIe siècle, construit en 1753[40] ;
- Château de la Vignardière.

Autres lieux et monuments
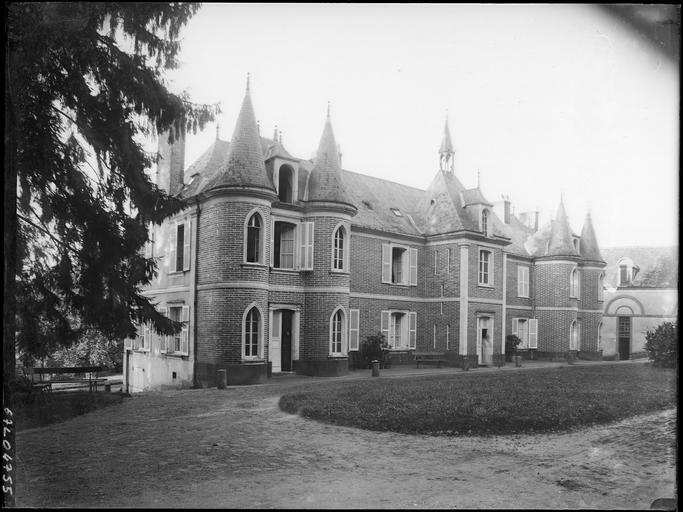
Château de la Vignardière, Gustave William Lemaire, 1900-1920.
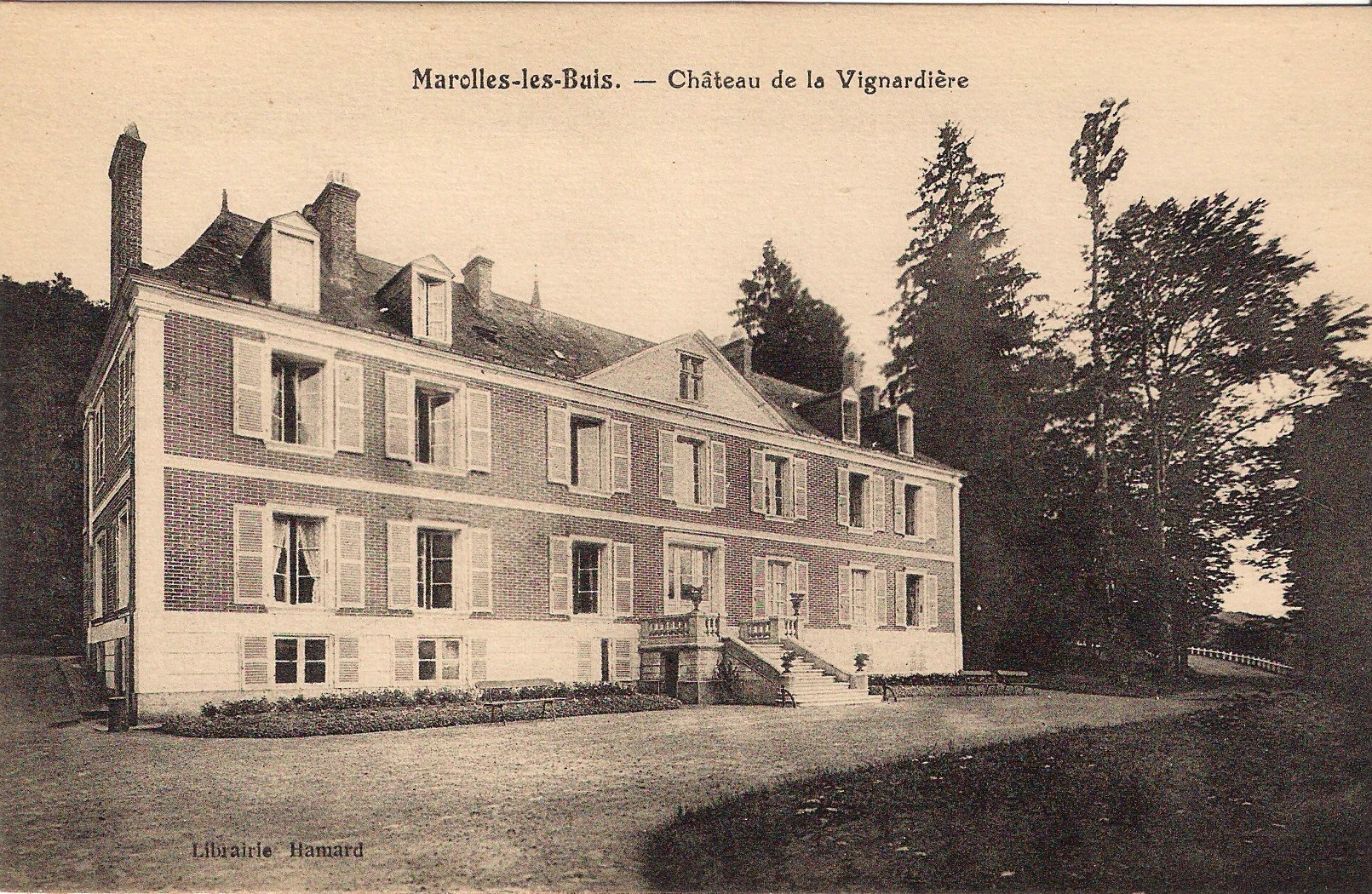
Château de la Vignardière.

### Personnalités liées à la commune
- Le comte de La Tullaye, propriétaire du château de la Vignardière, fit don d'un vitrail afin d'orner l'église Saint-Vincent.
- Henri de Fontenay, seigneur de Plainville, (1753-1834), homme politique né à Marolles-les Buis, député d'Indre-et-Loire.

### Héraldique
| Blason de Marolles-les-Buis | Blason  | Parti d'azur et de gueules, à une croix de Lorraine d'argent brochant sur la partition ; à la champagne du même chargée d'une branche de buis de sinople. |
| Blason de Marolles-les-Buis | Détails | Armes parlantes (buis). Présent à l'entrée de la mairie.                                                                                                  |